# Incitation à la haine
L'incitation à la haine est le fait, par des discours, des écrits ou par tout autre moyen, de pousser des tiers à manifester de la haine, de la violence ou de la discrimination à l'encontre de certaines personnes, en raison de leur religion, de leur origine nationale, ethnique ou de leur orientation sexuelle. Elle est considérée comme un crime dans plusieurs pays dont l'Australie, la Finlande et le Royaume-Uni. Elle est considérée comme un délit en France. Le Pacte international relatif aux droits civils et politiques interdit toutes les incitations à la discrimination, à l'hostilité et à la violence.

## Droit allemand
Le concept s'appelle « Volksverhetzung » (en allemand : /ˈfɔlksfɛɐ̯ˌhɛt͡sʊŋ/ ) dans le droit allemand.
Extrait de paragraphe § 130, alinéa 1 du Code pénal allemand :

« Quiconque, d'une manière qui est susceptible de troubler l'ordre public,
1. incite à la haine contre une partie de la population, ou appelle à la violence ou à des mesures arbitraires contre elle ou
2. s'en prend à la dignité humaine d'autrui, insulte la population, la calomnie, ou la diffame
sera puni d'une peine de prison entre trois mois et cinq ans. »

Les alinéas suivants précisent la notion, et son champ d'application.

## Droit canadien
En droit canadien, l'incitation publique à la haine est une infraction criminelle en vertu de l'article 319 (1) du Code criminel.

« Incitation publique à la haine
319 (1) Quiconque, par la communication de déclarations en un endroit public, incite à la haine contre un groupe identifiable, lorsqu’une telle incitation est susceptible d’entraîner une violation de la paix, est coupable :
a) soit d’un acte criminel et passible d’un emprisonnement maximal de deux ans;
b) soit d’une infraction punissable sur déclaration de culpabilité par procédure sommaire. »

Il existe une infraction connexe de fomentation volontaire de la haine à l'art. 319 (2) C.cr. Cette infraction connexe vise la communication de déclarations autrement que dans une conversation privée.

## Droit français
En droit français, l'incitation à la haine par des propos ou des écrits tenus en public est une infraction pénale depuis 1972. Auparavant, seul l'appel à commettre des délits ou des crimes était réprimée, plus ou moins gravement selon la gravité des crimes et que cette incitation était suivie d'effet.
Le délit de « provocation publique » à la haine institué par l'article 1er de la loi de 1972 est passible d'au plus un an d'emprisonnement et/ou 45 000 euros d'amende. Il a été inséré à l'article 24 alinéa 5 de la loi sur la liberté de la presse du 29 juillet 1881.
La provocation publique à la haine raciale est définie comme visant certaines personnes ou groupes de personnes « à raison de leur origine ou leur appartenance ou non appartenance à une ethnie, une nation, une race ou une religion déterminée ». Le même article de loi réprime par ailleurs, et de la même façon, ceux qui « auront provoqué à la discrimination, [...] ou à la violence ». La provocation peut être indirecte et, élément nouveau, ne nécessite pas d'être effectivement suivie d'effet pour être punissable.